# 伏伊伏丁那博物館
伏伊伏丁那博物館（Museum of Vojvodina）是位於塞尔维亚城市诺维萨德的一座美術館和自然史博物館。

## 历史
始建於1825年，博物館收藏有超過40萬件標本，附設的圖書館擁有超過5萬冊藏書。博物館還收藏有眾多珍貴的歐洲畫家的作品。伏伊伏丁那博物館也是諾維薩德規模最大的博物館。